# IC 1862
IC 1862 — галактика типу Sbc (компактна витягнута спіральна галактика) у сузір'ї Піч.
Цей об'єкт міститься в оригінальній редакції індексного каталогу.